# Sargenzell
Sargenzell ist ein Stadtteil von Hünfeld im osthessischen Landkreis Fulda.

## Geographie

### Geographische Lage
Sargenzell liegt im Norden des Landkreises Fulda, etwa 3 Kilometer westlich der Stadt Hünfeld. Das bebaute Gebiet reicht von 289 m ü. NN, westlich vom Ortskern und steigt bis auf etwa 299 m ü. NN im Osten an. Der höchste Punkt in der Ortsteilgemarkung ist die Erhebung im östlichen Teil (301 m ü. NN). Der niedrigste Punkt liegt zwischen Salugoweg und Blaue Lieth (279 m ü. NN). Die Gemarkungsfläche beträgt 392 Hektar (1961), davon sind 74 Hektar bewaldet.
Sargenzell liegt an der L 3176, die von Schlitz über Michelsrombach und Oberrombach in Richtung Osten zur B 27, B 84 und nach Hünfeld führt.

### Nachbarorte
Sargenzell grenzt im Norden an den Ort Hünhan, im Osten an die Stadt Hünfeld, im Süden an die Orte Unterleimbachshof, Mittelleimbachshof und Rückers und im Westen an die Orte Oberfeld und Rudolphshan.

## Geschichte

### Ortsgeschichte
Die älteste bekannte schriftliche Erwähnung von Sargenzell erfolgte im Jahre 1258. Um 1560 war es Dorf des fuldischen Amtes Mackenzell. 1787: Fürstabtei Fulda, Oberamt Mackenzell.
1812 war es Tochterkirche von Hünfeld. 1822 gehörte es zum Justizamt Hünfeld.
Zum 1. Februar 1971 wurde die bis dahin selbständige Gemeinde Sargenzell im Zuge der Gebietsreform in Hessen auf freiwilliger Basis in die Stadt Hünfeld eingemeindet.
Für Sargenzell wurde, wie für die übrigen bei der Gebietsreform nach Hünfeld eingegliederten Gemeinden, ein Ortsbezirk gebildet.

### Verwaltungsgeschichte im Überblick
Die folgende Liste zeigt die Staaten und Verwaltungseinheiten, denen Sargenzell angehört(e):
- vor 1803: Heiliges Römisches Reich, Hochstift Fulda, Amt/ Oberamt Mackenzell
- 1803–1806: Heiliges Römisches Reich, Fürstentum Nassau-Oranien-Fulda, Fürstentum Fulda, Amt Hünfeld
- 1806–1810: Kaiserreich Frankreich, Fürstentum Fulda (Militärverwaltung)
- 1810–1813: Großherzogtum Frankfurt, Departement Fulda, Distrikt Hünfeld
- ab 1816: Kurfürstentum Hessen, Großherzogtum Fulda, Amt Hünfeld
- ab 1821/22: Kurfürstentum Hessen, Provinz Fulda, Kreis Hünfeld[8][Anm. 2]
- ab 1848: Kurfürstentum Hessen, Bezirk Fulda
- ab 1851: Kurfürstentum Hessen, Provinz Fulda, Kreis Hünfeld
- ab 1867: Norddeutscher Bund[Anm. 3], Königreich Preußen, Provinz Hessen-Nassau, Regierungsbezirk Kassel, Kreis Hünfeld
- ab 1871: Deutsches Reich, Königreich Preußen, Provinz Hessen-Nassau, Regierungsbezirk Kassel, Kreis Hünfeld
- ab 1918: Deutsches Reich, Freistaat Preußen, Provinz Hessen-Nassau, Regierungsbezirk Kassel, Kreis Hünfeld
- ab 1944: Deutsches Reich, Freistaat Preußen, Provinz Kurhessen, Landkreis Hünfeld
- ab 1945: Amerikanische Besatzungszone, Groß-Hessen, Regierungsbezirk Kassel, Landkreis Hünfeld
- ab 1946: Amerikanische Besatzungszone, Hessen, Regierungsbezirk Kassel, Landkreis Hünfeld
- ab 1949: Bundesrepublik Deutschland, Hessen, Regierungsbezirk Kassel, Landkreis Hünfeld
- ab 1971: Bundesrepublik Deutschland, Hessen, Regierungsbezirk Kassel, Landkreis Hünfeld, Stadt Hünfeld[Anm. 4]
- ab 1972: Bundesrepublik Deutschland, Hessen, Regierungsbezirk Kassel, Landkreis Fulda, Stadt Hünfeld

### Bevölkerung
Einwohnerentwicklung
- 1812: 24 Feuerstellen, 243 Seelen[1]

| Sargenzell: Einwohnerzahlen von 1812 bis 2015 | Sargenzell: Einwohnerzahlen von 1812 bis 2015 | Sargenzell: Einwohnerzahlen von 1812 bis 2015 | Sargenzell: Einwohnerzahlen von 1812 bis 2015 | Sargenzell: Einwohnerzahlen von 1812 bis 2015 |
| --- | --------------------------------------------- | --------------------------------------------- | --------------------------------------------- | --------------------------------------------- |
| Jahr |                                               |                                               |                                               | Einwohner                                     |
| 1812 | 1812                                          |                                               | 243                                           | 243                                           |
| 1834 | 1834                                          |                                               | 327                                           | 327                                           |
| 1840 | 1840                                          |                                               | 318                                           | 318                                           |
| 1846 | 1846                                          |                                               | 328                                           | 328                                           |
| 1852 | 1852                                          |                                               | 317                                           | 317                                           |
| 1858 | 1858                                          |                                               | 296                                           | 296                                           |
| 1864 | 1864                                          |                                               | 271                                           | 271                                           |
| 1871 | 1871                                          |                                               | 260                                           | 260                                           |
| 1875 | 1875                                          |                                               | 291                                           | 291                                           |
| 1885 | 1885                                          |                                               | 244                                           | 244                                           |
| 1895 | 1895                                          |                                               | 244                                           | 244                                           |
| 1905 | 1905                                          |                                               | 242                                           | 242                                           |
| 1910 | 1910                                          |                                               | 249                                           | 249                                           |
| 1925 | 1925                                          |                                               | 266                                           | 266                                           |
| 1939 | 1939                                          |                                               | 292                                           | 292                                           |
| 1946 | 1946                                          |                                               | 440                                           | 440                                           |
| 1950 | 1950                                          |                                               | 470                                           | 470                                           |
| 1956 | 1956                                          |                                               | 462                                           | 462                                           |
| 1961 | 1961                                          |                                               | 463                                           | 463                                           |
| 1967 | 1967                                          |                                               | 497                                           | 497                                           |
| 1970 | 1970                                          |                                               | 525                                           | 525                                           |
| 1980 | 1980                                          |                                               | ?                                             | ?                                             |
| 1990 | 1990                                          |                                               | ?                                             | ?                                             |
| 2000 | 2000                                          |                                               | ?                                             | ?                                             |
| 2011 | 2011                                          |                                               | 603                                           | 603                                           |
| 2015 | 2015                                          |                                               | 608                                           | 608                                           |
| Datenquelle: Historisches Gemeindeverzeichnis für Hessen: Die Bevölkerung der Gemeinden 1834 bis 1967. Wiesbaden: Hessisches Statistisches Landesamt, 1968. Weitere Quellen: LAGIS; Stadt Hünfeld; Zensus 2011 |                                               |                                               |                                               |                                               |

Einwohnerstruktur 2011
Nach den Erhebungen des Zensus 2011 lebten am Stichtag, dem 9. Mai 2011, in Sargenzell 603 Einwohner. Darunter waren 9 (0,5 %) Ausländer.
Nach dem Lebensalter waren 135 Einwohner unter 18 Jahren, 249 zwischen 18 und 49, 114 zwischen 50 und 64 und 108 Einwohner waren älter.
Die Einwohner lebten in 240 Haushalten. Davon waren 69 Singlehaushalte, 60 Paare ohne Kinder und 90 Paare mit Kindern, sowie 18 Alleinerziehende und keine Wohngemeinschaften. In 42 Haushalten lebten ausschließlich Senioren und in 162 Haushaltungen lebten keine Senioren.

## Religion
Kirchlich blieb das Dorf wie seit seinen Anfängen nach Hünfeld hin orientiert. 1656 ist es eine der sieben Filialen der Stadtpfarrei Hünfeld, 1764 die einzige. Filialgemeinde mit einer eigenen Kapelle wurde es trotz anfänglich heftiger Widerstände im Jahre 1747 durch den Bau eines 20 Schuh langen Kapellchens. Der Bau der zweiten Kapelle erfolgte in den Jahren 1857/58 unter dem Fuldaer Bischof Christoph Florentius Kött. Die Weihe erfolgte durch den Hünfelder Stadtpfarrer Konrad Hoeck.
Die heutige Filialkirche St. Maria Immaculata wurde nach einjähriger Bauzeit 1983 / 1984 am 15. September 1984 von Weihbischof Johannes Kapp eingeweiht.
Das Dorf erhielt seine erste Kapelle im Jahre 1747.
Im Ort stehen zwei katholische Kirchen sowie ein Bethaus der Baptisten. Die Kirche „St. Maria Immakulata“ ist eine Filialkirche der Pfarrei „St. Jakobus“ Hünfeld und gehört organisatorisch zum Pastoralverbund „St. Benedikt“, Hünfelder Land. Im Zentrum der Ortsteilgemarkung befindet sich eine alte neugotische Kirche, welche von einem Förderverein für verschiedene christliche Anlässe genutzt wird.
Früchteteppich
In der alten Kirche in Sargenzell wird alljährlich zum Erntedankfest ein 4,5 m × 6 m großer Früchteteppich aus natürlichen Früchten, Samenkörnern und gemahlenen Blumen- und Blütenblättern hergerichtet. Mit dem seit 1988 jährlich zum Erntedankfest gelegten Früchteteppich wurde die neugotische Kirche aus Sandsteinen weit über die Grenzen des Altkreises Hünfeld bekannt.

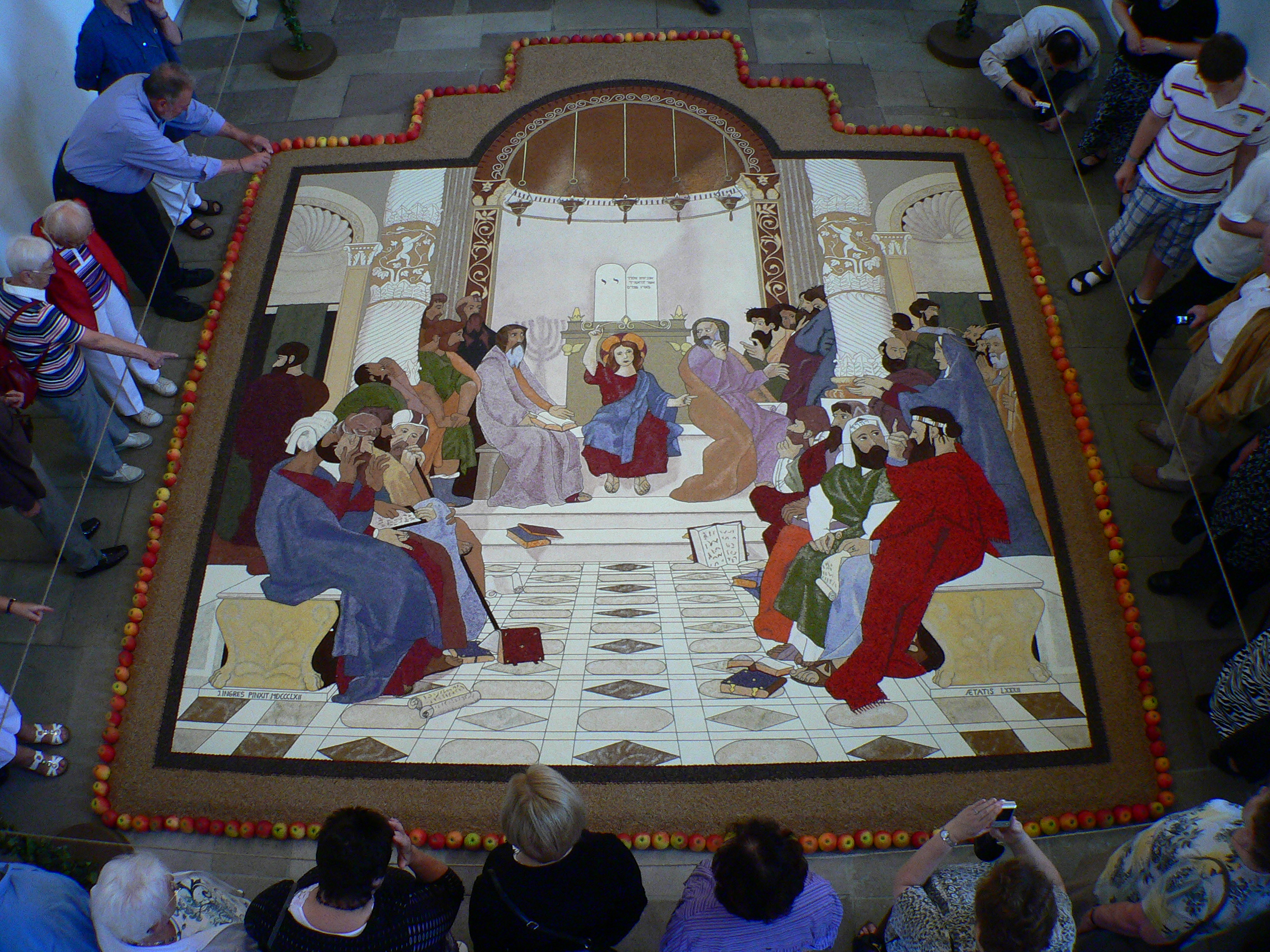
Früchteteppich 2011
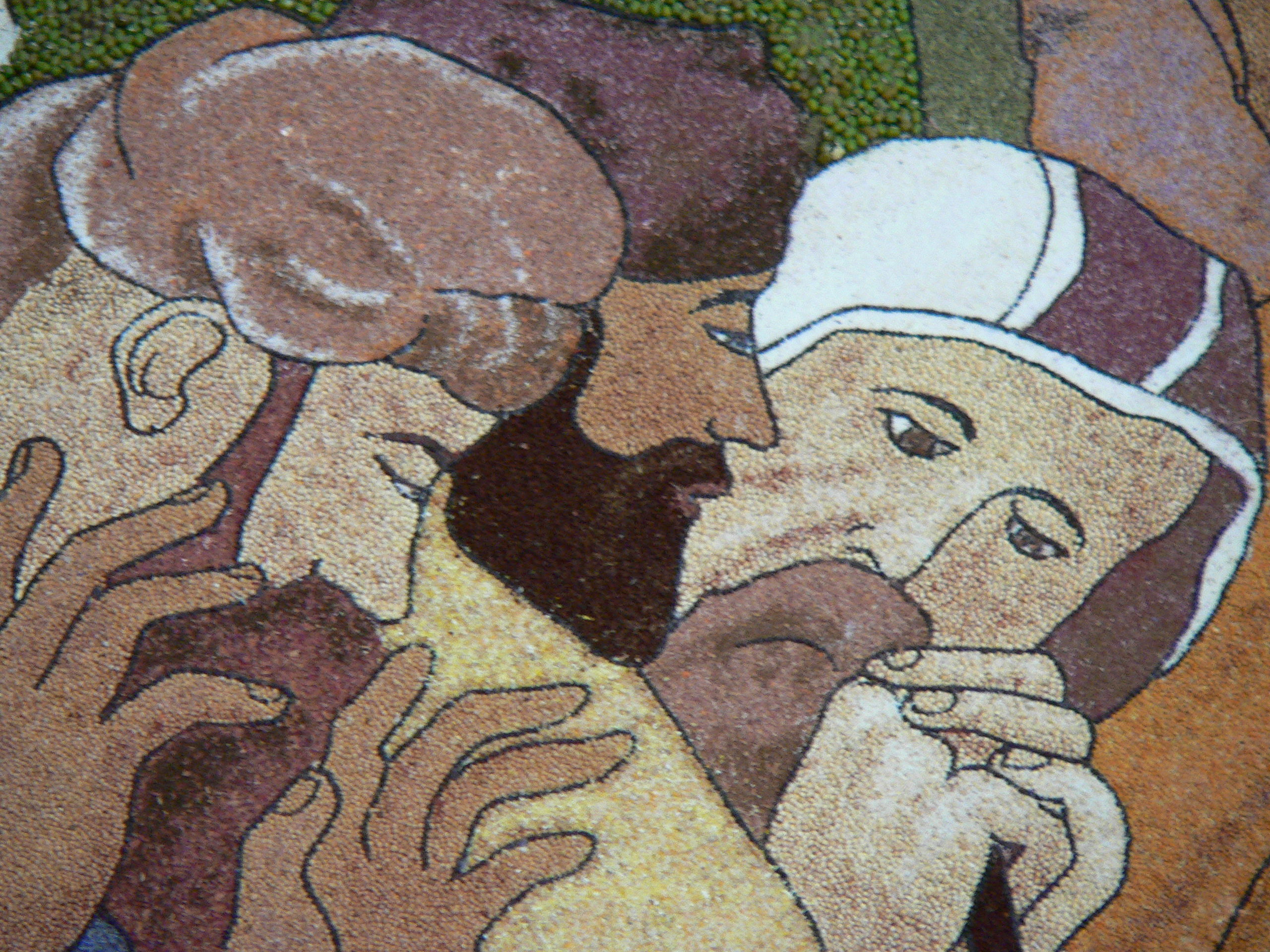
Detail: Früchteteppich 2011
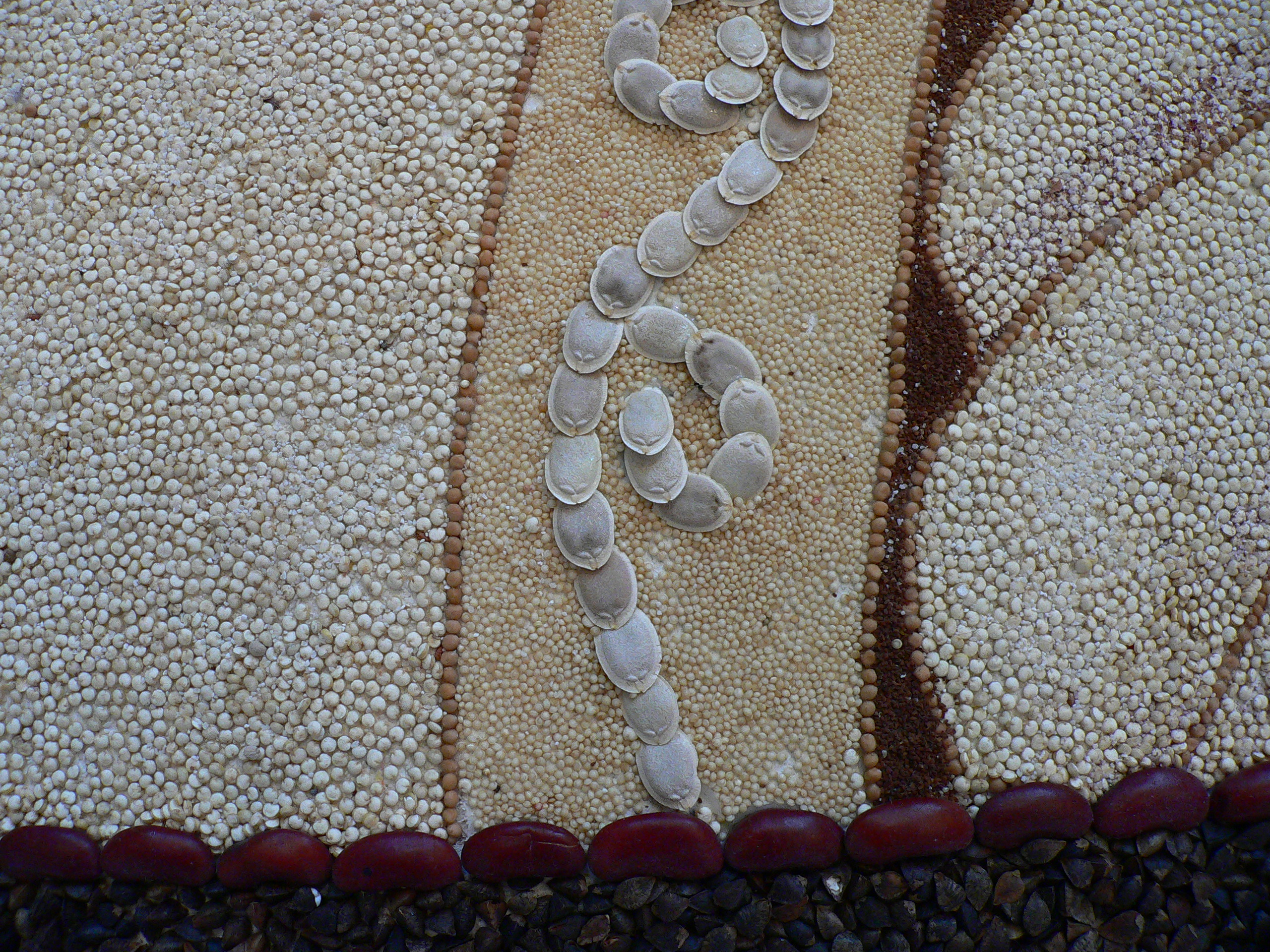
Detail: Früchteteppich 2011

 Historische Religionszugehörigkeit
| • 1885: | 7 evangelische (= 2,87 %), 237 katholische (= 97,13 %) Einwohner  |
| • 1961: | 32 evangelische (= 6,91 %), 431 katholische (= 93,09 %) Einwohner |

## Politik
Für Sargenzell besteht ein Ortsbezirk (Gebiete der ehemaligen Gemeinde Kirchhasel) mit Ortsbeirat und Ortsvorsteher nach der Hessischen Gemeindeordnung. Der Ortsbeirat besteht aus neun Mitgliedern. Bei den Kommunalwahlen in Hessen 2021 betrug die Wahlbeteiligung zum Ortsbeirat 62,78 %. Es erhielten die CDU mit 72,5 % sieben Sitze, und die „Christliche Wähler-Einheit“ mit 27,41 % zwei Sitze. Der Ortsbeirat wählte Pia Biedenbach zur Ortsvorsteherin.